# Aeroportul Cherif Al Idrissi
Aeroportul Cherif Al Idrissi (IATA: AHU, ICAO: GMTA) este un aeroport din Regiunea Taza-Al Hoceima-Taounate, Maroc ce deservește zona Al-Hoceima. Aeroportul a fost tranzitat în 2022 de 86.805 pasageri. A fost numit după Muhammad al-Idrisi.
Situat la o altitudine de 27 m, aeroportul dispune de 1 pistă. Este operat de Moroccan Airports Authority⁠(d).

## Infrastructură

### Piste
Aeroportul dispune de o singură pistă. Pista 18/36 are suprafața de asfalt și dimensiunile 2.500 m × . 